# 川田村 (長野県)
川田村（かわだむら）は長野県上高井郡にあった村。現在の長野市若穂川田・若穂牛島および市場の一部にあたる。

## 地理
- 河川：千曲川、保科川

## 歴史
- 1889年（明治22年）4月1日 - 町村制の施行により、川田村・牛島村の区域をもって発足。
- 1959年（昭和34年）4月1日 - 保科村・綿内村と合併して若穂町が発足。同日川田村廃止。

## 交通

### 鉄道路線
- 長野電鉄
  - 河東線
    - 信濃川田駅

### 道路
- 谷街道（現・国道403号）

現在は旧村域を上信越自動車道が通過するが、当時は未開通。